# Base aérea Las Palmas
La Base Aérea Las Palmas es una base militar ubicada en el distrito de Santiago de Surco, en la ciudad de Lima, capital del Perú. Es administrada por la Fuerza Aérea del Perú.
En sus jardines se encuentran enterrados el destacado aviador Jorge Chávez y el héroe José Abelardo Quiñones, ambas tumbas marcadas por sendos monumentos en su honor.

## Polígono de tiro al vuelo
Cuenta con canchas de tiro con escopeta en modalidades de Skeet y Fosa Olímpica. Fue sede del Campeonato Mundial de Tiro al Plato de 2013.

## XVIII Juegos Panamericanos "Lima 2019"
La Base Aérea Las Palmas, fue elegida como sede de los Juegos Panamericanos para las siguientes disciplinas:

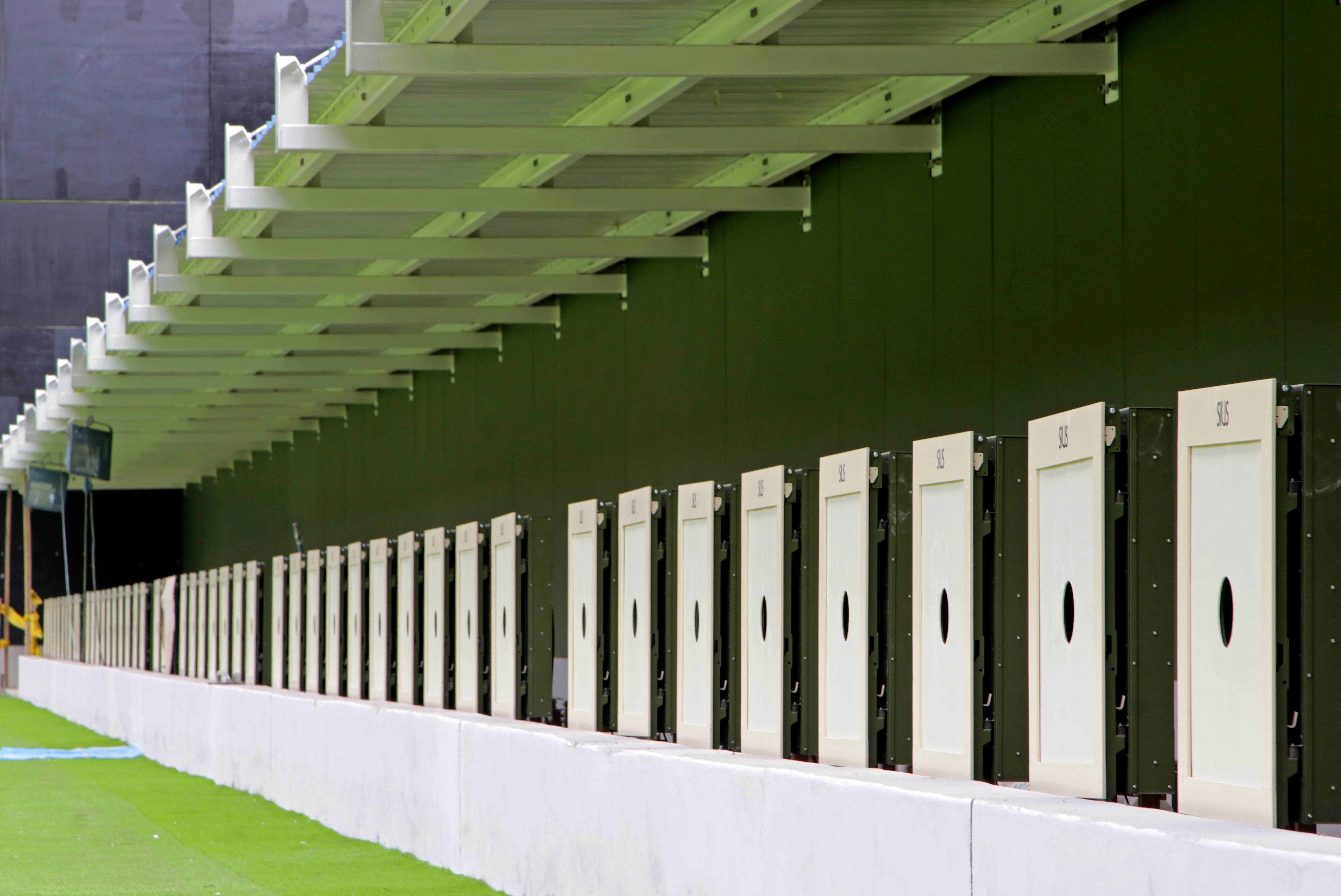
Polígono de Tiro en la Base Aérea "Las Palmas".

| Sede                  | Distrito          | Deporte        | Capacidad |
| --------------------- | ----------------- | -------------- | --------- |
| Base aérea Las Palmas | Santiago de Surco | Tiro deportivo | 3 000     |